# S.R.S
S.R.S（エスアールエス）は、2005年に結成された日本のロックバンド。

## 概要
サウンドプロデューサーはいしわたり淳治。所属事務所はテレビ朝日ミュージック、所属レーベル会社はトイズファクトリー。メンバー全員が福岡県出身で、北九州高専の卒業生。なお、S.R.SがSleeping Rag Sheepの略であるというのは後付けである。「羊の皮を被った狼」というバンドコンセプトを持っている 。
山口の音楽センスはスタジオミュージシャンなどからも高く評価されており、楽曲はポップスからハードロック・ファンク・ジャズ・ブルースの要素などが組み合わさったサウンドまで幅広い。純粋な日本語ギターロックの流れもくむ。情感に満ち溢れた優しい歌声にも特徴がある。所属事務所ホームページのプロフィールは「S.R.Sが鳴らす純然たる“蒼さが奏でるノスタルジー”は唯一無二の輝きを放っている。」と締めくくられる。
メジャーデビューのきっかけはテレビ朝日系の音楽番組『The Street Fighters』によって開催された、平成生まれを対象としたバンド・コンテスト「Hジェネ祭り 07」において283組の中を勝ち抜き初代グランプリに輝いたこと。
メジャーデビューシングルの「Sometimes」は、映画『重力ピエロ』の主題歌に抜擢され、バンドは一気に注目を集めた。
1stアルバム『ACROSS THE MINDSET』リリース後の、全国5ヵ所での初ワンマンライブツアー“TOUR 2010 Bowling Rag Sheep”のチケットは即日完売し、2010年の夏には「SETSTOCK’10」や「HIGHER GROUND 2010」などの大型フェスへ出演した。スピッツ主催の音楽イベント「ロックロックこんにちは!」にも2010年・2011年と2年連続で出演している。また、S.R.Sが主題歌を担当しているテレビアニメ『エリアの騎士』第16話では山口と畑中が辻堂学園サポーター役で向尾が江ノ島高校サポーター役で出演した。

## メンバー
メンバー全員が福岡県出身で、北九州高専の卒業生である。
- 山口卓也（やまぐち たくや、1989年8月19日 - ）ボーカル、ギター、行橋市出身。
- 上松幸平（うえまつ こうへい、1989年6月17日 - ）ベース、北九州市若松区出身。
- 向尾荒野（むこお こうや、1989年7月4日 - ）ギター、北九州市小倉南区出身。(2012年4月脱退)
- 畑中拓也（はたなか たくや、1989年7月23日 - ）ドラムス、行橋市出身。(2012年4月脱退)

## エピソード
- 「Sometimes」はインディーズ時代の曲である「When I feel」という曲を、英文法や発音の部分を見直し、リメイクしたものである（S.R.Sは元々英詞のみを扱うバンドであった）。

- メンバーはビートルズのファンで、2009年4月上旬、イギリス・リヴァプールのビートルズゆかりのライブハウス、Cavern Clubでギグを行った。ギグは、メンバーがキャバーン・クラブを訪問した際、彼らの音楽を気に入ったオーナーのデイヴ・ジョーンズから「君たちなら、いつここでプレイしてもいいよ、何なら今夜でも」とのオファーを受け、急きょ決定したもの。満員のオーディエンスを前に、「Sometimes」など3曲をプレイした。その夜はザ・ビートルズ・ナイトということで、ザ・ビートルズのカヴァー・バンド／アーティストらがお馴染みのザ・ビートルズ・ナンバーのみをプレイし会場を盛り上げる中、S.R.Sは自作の楽曲で勝負。UKのオーディエンスにとって初めて聴く曲、しかも日本語であるにもかかわらず、そのノスタルジックでありながらもキャッチーなサウンドは暖かく迎えられた。大声援があがるだけでなく、踊り出す人々の姿も見られたという。(から引用)　また、ラジオ番組やライブではビートルズのカバーをする事も多い。

- 毎月第一水曜日（公式ホームページで事前告知）には、メンバーによるUSTREAM放送『月刊パルプンテ』が行われている。番組はトーク・ミニコーナー（視聴者によるメッセージ投稿のコーナー、マスコットキャラと共に都内から世界中までを旅をするコーナー、メンバー同士の対決「骨肉」、山口が尊敬し愛してやまないアーティストや古き良き音楽について熱く特集する「温故知新」）・PV放送・生歌演奏から構成されている。さらに上松による独特なイラストが番組を盛り上げる。正確な番組の尺は決まっておらず、視聴者からの投稿が多い場合等は延長される場合もある。第三回目の放送からは、視聴用パスワードフリーでの閲覧が可能となっている。また、メルマガ会員（公式ホームページから登録）のみに発行されるパスワードにより過去放送の閲覧が可能となる。“パルプンテ”はロールプレイングゲーム『ドラゴンクエスト』に搭乗する呪文（何が起こるか全く分からない呪文）にちなんでつけている。北九州時代のラジオ番組『P.Sパルプンテ』の流れをくんでいる。

- マスコット的キャラクターである羊の名前は“バイクくん”。「くん」までが名前であるかは不明である。命名は、お笑い芸人のジャルジャル。また、メンバーによるUSTREAM放送『月刊パルプンテ』では、バイクくんと都内名所を探訪する名物コーナーがある。

- 2005年8月、北九州高専にてバンド結成後は、定期的に月1～2本のペースで地元小倉にてライブ活動を行っていた。
- 2006年8月、博多での高校生バンドコンテストでグランプリを獲得。高校生とは思えない程洗練されたメロディとサウンドを披露した。
- 2010年3月21日から3月29日に亘り、初のワンマンツアーTOUR 2010“Bowling Rag Sheep”を成功させた。
- 2013年1月31日をもって解散することをオフィシャルブログ・ホームページで発表。理由としては以下の通り。

1. 一つはより明確に自分の理想の音を追求していきたい、その為にはこのバンドという殻を一度壊して行かないといけないと気づきました。現状のS.R.Sの2人のままでは何もできませんでした。今一度ゼロからスタートし、自分の理想を追求していこうと思いました。
2. 二つは互いの音楽に対する価値観の違いです。幸平は幸平で理想とする人生があるだろうし、僕は僕で理想とする音楽がある。そこでお互い一旦ゼロに戻って自分自身と向き合おうと話し合いました。(オフィシャルブログより)

- 2013年9月15日　山口卓也が新たにブログを開始

## ディスコグラフィ

### シングル
|     | 発売日        | タイトル           | 販売形態 | 規格品番   | 備考 |
| --- | ------------- | ------------------ | -------- | ---------- | ---- |
| 1st | 2009年5月20日 | Sometimes          | CD       | TFCC-89274 |      |
| 2nd | 2009年9月9日  | ワンダーソング     | CD       | TFCC-89285 |      |
| 3rd | 2011年3月2日  | Real Lie           | CD       | TFCC-89322 |      |
| 4th | 2012年4月18日 | ハイヤーグラウンド | CD       | TFCC-89368 |      |

### アルバム
|     | タイトル           | 発売日       | 販売形態 | 規格品番   | 備考 |
| --- | ------------------ | ------------ | -------- | ---------- | ---- |
| 1st | ACROSS THE MINDSET | 2010年3月3日 | CD       | TFCC-86322 |      |

### ミニアルバム
|     | タイトル        | 発売日         | 販売形態 | 規格品番   | 備考 |
| --- | --------------- | -------------- | -------- | ---------- | ---- |
| 1st | Radiant Rainbow | 2011年11月23日 | CD       | TFCC-86367 |      |

### タイアップ
| 起用年 | 曲名               | 作品                                                              |
| ------ | ------------------ | ----------------------------------------------------------------- |
| 2009年 | Sometimes          | アスミック・エース エンタテインメント配給映画『重力ピエロ』主題歌 |
| 2009年 | ワンダーソング     | オデッセイ コミュニケーションズ イメージソング                    |
| 2011年 | Real Lie           | ABC・テレビ朝日系ドラマ『悪党〜重犯罪捜査班』 主題歌              |
| 2012年 | ハイヤーグラウンド | テレビ朝日系アニメ『エリアの騎士』主題歌                          |

### インディーズ時代の作品
- ジョーイ/When I feel

ストファイHジェネ祭り'07全国大会出場を記念し制作された限定音源